# نیکلاس سیگا
نیکلاس سیگا (انگلیسی: Nicholas Siega؛ زادهٔ ۲۵ فوریهٔ ۱۹۹۱) بازیکن فوتبال اهل ایتالیا است.
از باشگاه‌هایی که در آن بازی کرده‌است می‌توان به باشگاه فوتبال چیتادلا اشاره کرد.